# 張志和 (唐朝)

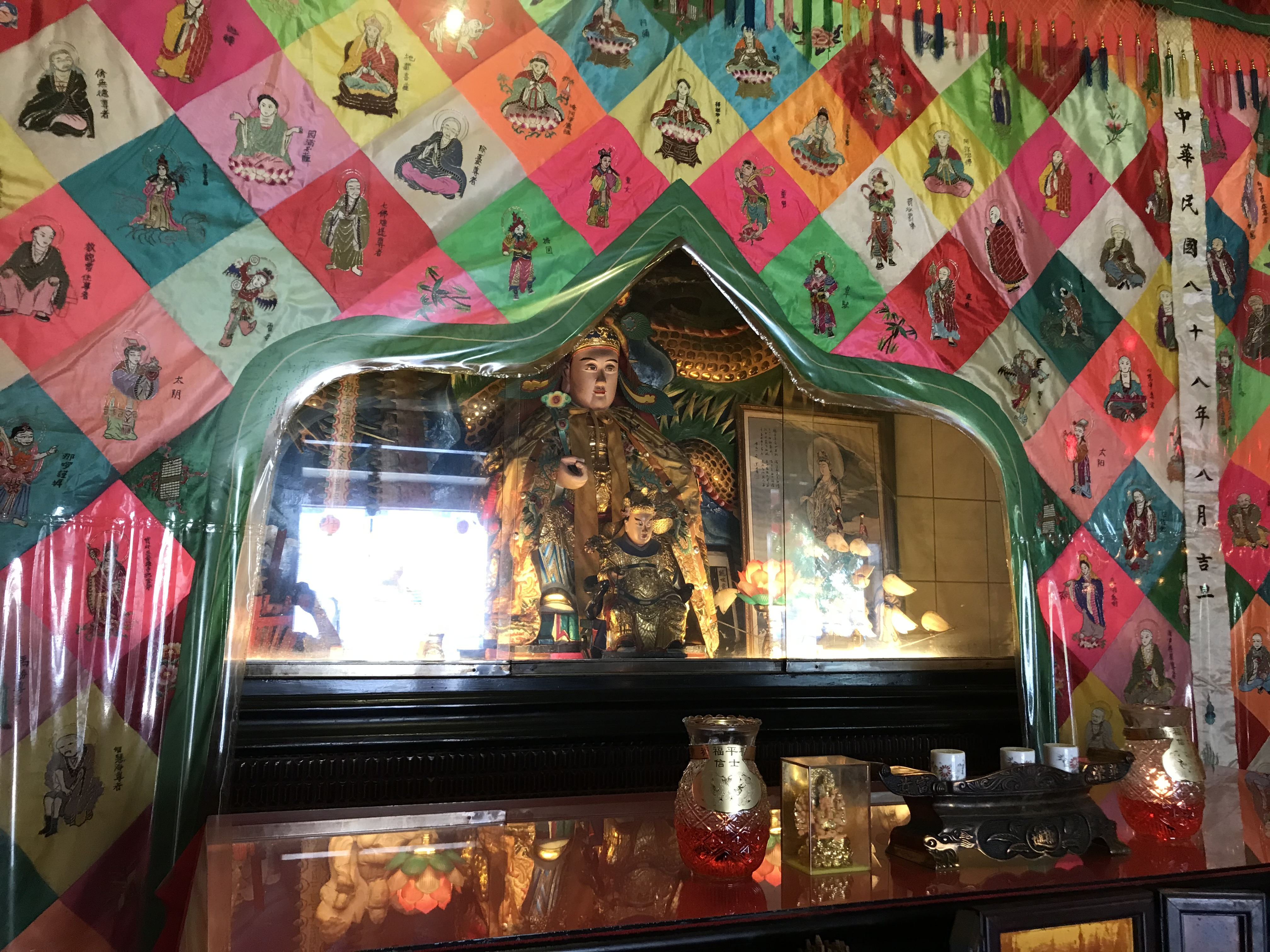
壯圍東港漁師廟張志和神像

張志和（730年？—810年？），字子同，初名龜齡，唐肅宗賜名为“志和”，自号煙波釣徒，又號玄真子，婺州（今浙江金華）人。唐代道士、詞人和詩人。
本為官員，退隱江湖後成為道士，以釣魚為樂，浙江大陳島人尊張志和為漁師尊王（又稱漁師大神），視為漁夫的守護神。

## 生平
十六歲参加科举，以明經擢第，授左金吾衛錄事參軍，二十四歲，張志和獻策，借回紇兵大敗安祿山，拜左金吾衛大將軍，正三品。因事獲罪貶南浦尉，不久赦還。自此看破紅塵，浪跡江湖，隱居祁門赤山鎮。其兄張鶴齡擔心他遁世不歸，在越州（今紹興市）城東築茅屋讓他居住。史載唐肅宗曾賜他奴婢各一人，張志和讓他們結婚，取名漁童和樵青。可惜，張志和不久就死去。

## 評價

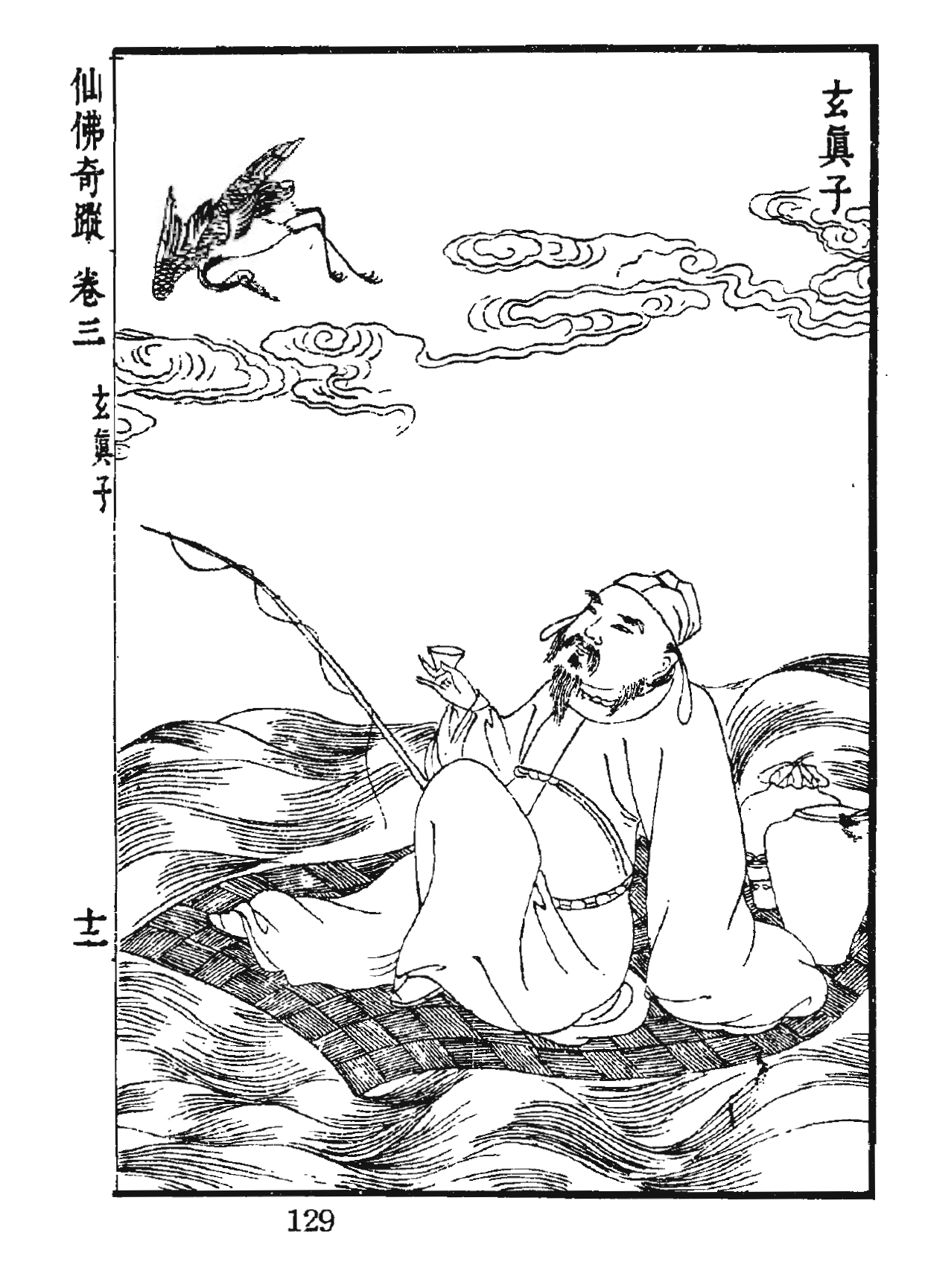
玄真子

- 唐·朱景玄《唐朝名畫錄》：

「張志和，或號煙波子，常漁釣於洞庭湖。初顏魯公典吳興，知其高節，以《漁歌》五首贈之。張乃為捲軸，隨句賦像，人物、舟船、鳥獸、煙波、風月，皆依其文，曲盡其妙，為世之雅律，深得其態。 ……非畫之本法，故目為逸品，蓋前古未之有也，故書之。」
- 唐·張彥遠《歷代名畫記》

「志和性高邁，自為《漁歌》，便畫之，甚有逸思。」
- 唐·李德裕《玄真子漁歌記》

「德裕頃在內庭，伏睹憲宗皇帝寫真，求訪玄真子《漁歌》，嘆不能致。餘世與玄真子有舊，早聞其名，又感明主賞異愛才，見思如此，每夢想遺跡，今乃獲之，如遇良賓。於戲！漁父賢而名隱，鴟夷智而功高，未若玄真隱而名彰，顯而無事，不窮不達，其嚴光之比歟？」
- 明·董其昌《畫旨》

「昔人以逸品置神品之上，歷代唯張志和可無愧色。」
- 《唐七律雋》

「玄真自稱煙波釣徒，此蓋借漁父以自寫照，而成絕妙好辭。語意驚拔，有目空千古之慨。與少陵暮歸之作，同一格調，而尤覺超妙，以襟度灑落故也。然少陵是用世人，玄真是出世人。出世用世原有兩種不同，出世者本無用世心，用世人作不得出世語。」